# Enkidu

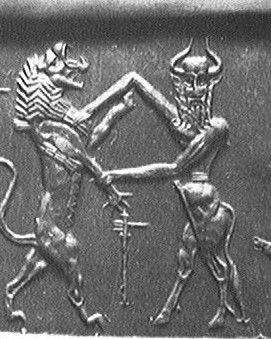
Gilgamesch-Epos: Enkidu kämpft mit dem Löwen (Teil eines Rollsiegels)

Enkidu (auch Eabani; Beiname Sprössling der Stille) ist eine Figur aus dem Gilgamesch-Epos.

## Erzählung im babylonischen Gilgamesch-Epos
Im babylonischen Gilgamesch-Epos war Enkidu der Begleiter und treue Freund von Gilgamesch, der ihn auch „Maulesel auf der Flucht“, „Wildesel aus dem Gebirge“ und „Panther aus der Steppe“ nannte. Die Beinamen beziehen sich auf die Geburt und das Wesen des Enkidu, der in der Stille der Steppe von der Muttergöttin Aruru zum Zwecke der Kontrolle Gilgameschs aus Lehm erschaffen wurde. Enkidu verkörpert ein Ur- bzw. Naturwesen, das ein Gegengewicht zum kultivierten und zivilisierten Gilgamesch bilden soll.
Der nackte, behaarte und wilde Enkidu lebte zunächst mit den Gazellen der Steppe, aß Gras mit ihnen und trank mit ihnen von der Wasserstelle. Auch beschützte er sie vor den Fallen des Fallenstellers, des Urjägers, und zog so dessen Zorn auf sich, da dieser seiner Arbeit nicht ungehindert nachgehen konnte. Dieser beschwerte sich daraufhin bei seinem Vater, der ihm riet, sich an König Gilgamesch von Uruk zu wenden. Gilgamesch, der ein Drittel Mensch, zwei Drittel Gott ist, hatte durch einen Traum bereits von Enkidu erfahren und riet dem Fallensteller Hierodule Schamchat mitzuführen, deren Macht der eines Mannes gleich sei. Enkidu erlag somit der Sinnlichkeit der von Gilgamesch gesandten Tempeldienerin Schamchat, vereinigte sich sieben Tage und Nächte mit ihr und wurde so „zivilisiert“ und der Natur entfremdet. Schamchat hauchte ihm durch ihre sexuelle Vereinigung den Geist sowie die Einsicht ein und brachte ihm die Sprache der Menschen bei. Doch nach dieser zweiten – eigentlichen – Geburt des Enkidu („Enkidu tritt wie ein Gott ins Sein“) ergriff das Vieh die Flucht vor ihm. Er konnte nicht mehr mit den Tieren Schritt halten. Schamchat erzählte ihm daraufhin von Gilgamesch und seiner Tyrannei am Volk, damit Enkidu sich mit Gilgamesch messen könne und dadurch die Gebete der Bewohner von Uruk erhört und die Menschen von Gilgameschs Gewaltherrschaft befreit würden.
Die zweite Tafel erzählt von Enkidus Menschwerdung, wobei die Entwicklungs- und Urgeschichte der Menschheit versinnbildlicht und etappenweise nachgezeichnet wird (vom Nomaden zum Viehhirten/Sesshaftwerdung), und seiner ersten Begegnung mit Gilgamesch. Schamchat führte Enkidu zunächst in das Lager der Hirten, das an der Grenze zwischen Steppe und Zivilisation lag. Dort brachten die Hirten Enkidu bei, Bier zu trinken und Brot zu essen wie die Menschen, was Enkidu bisher fremd war. Nachdem ein Barbier Enkidu die Haare und den Bart schnitt, ihn ölte und Schamchat dem bisher nackten Enkidu ein Gewand anlegte, wurde er zum echten Menschen. Daraufhin wird Enkidu, der ehemalige Beschützer der Tiere, zum Hirten, der die Löwen und Wölfe abwehrt und tötet und Fleisch isst. Dadurch verliert er endgültig seine Gemeinschaft mit den Tieren.
Enkidu ging im weiteren Verlauf in Schamchats Begleitung nach Uruk und wurde nach einem Kampf mit Gilgamesch, der unentschieden endete, dessen Kampfgefährte und Wegbegleiter. Gilgameschs Mutter Ninsunna adoptierte den mutterlosen Enkidu, der so auch zum Bruder des Gilgamesch wurde. Nach gemeinsamen Abenteuern wurde Enkidu schließlich als Strafe für seine Beteiligung an der Tötung des Himmelsstieres von den Göttern zum Tode verurteilt und durch eine vierzehntägige Krankheit qualvoll dahingerafft. Er wird wieder zu Lehm, aus dem er gemacht wurde, wurde somit wieder zu Staub. Durch dieses Ereignis war Gilgamesch so erschrocken und verzweifelt, dass er von nun an in der Wildnis umherwanderte und das Geheimnis der Unsterblichkeit suchte.

## Gilgamesch, Enkidu und die Unterwelt
In der sumerischen Dichtung Gilgamesch, Enkidu und die Unterwelt berichtet Enkidu Gilgamesch von den Qualen der Unterwelt. In dieser Erzählung galt er nicht als Freund und Waffengefährte des Gilgamesch, sondern als dessen Sklave und Untergebener. Nachdem Gilgamesch seine geliebten Pukku und Mikku, nicht näher bestimmbare Spielzeuge, verloren hat, die ihm die Göttin Inanna aus dem Holz des Huluppu-Baumes angefertigt hatte, fordert er Enkidu dazu auf, sie aus der Unterwelt zurückzuholen. Dabei gibt er Enkidu genaue Anweisungen, wie er sich dort zu verhalten habe, um nicht aufzufallen. Er soll sich genau andersherum als auf der Erde verhalten, doch Enkidu vergisst alle Belehrungen und bricht alle Tabus. So wird er langsam zum Totengeist und zu einem Teil der Unterwelt. Durch einen Spalt in der Unterwelt, den Gilgamesch von Schamasch öffnen lässt, erscheint ihm der Totengeist des Enkidu, der ihm von den Qualen und dem Leben in der Unterwelt berichtet.